# Só Se For Por Amor
Só Se For Por Amor é uma série de televisão brasileira de drama musical exibida pela Netflix numa coprodução com a Camisa Listrada desde 22 de setembro de 2022.
Criada por Luciano Patrick e escrita por ele, por João Falcão, Isabel Falcão e Fábio Montanari, é uma obra que aborda o cenário musical da cidade de Goiânia, sobretudo na ascensão de cantores do gênero sertanejo. Conta com a direção geral e artística de Ana Luíza Azevedo, Gisele Barroco e Joana Mariani.
É estrelada por Lucy Alves, Filipe Bragança, Agnes Nunes, Adriano Ferreira, Giordano Castro, Micael Borges, Luiza Fittipaldi, Gustavo Vaz, Ana Mametto e Laila Garin.
Só Se For Por Amor foi cancelada após uma única temporada. 

## Premissa
Na trama, que se passa em Goiás, Deusa (Lucy Alves) e Tadeu (Filipe Bragança) são um casal apaixonado que decide criar uma banda, a Só Se For Por Amor. Mas, assim que começam a fazer sucesso, Deusa recebe uma proposta de carreira solo. Ao seguirem rumos diferentes, a relação deles vai sofrer abalos, ao passo em que o grupo sairá em busca de uma nova vocalista. É quando surge a misteriosa Eva (Agnes Nunes). 

## Elenco e personagens
| Legenda            | Legenda                              |
| ------------------ | ------------------------------------ |
|                    | Creditado no elenco principal        |
|                    | Creditado no elenco recorrente       |
|                    | Creditado como participação especial |
| Personagem ausente |                                      |

| Principal           |               |  |
| Lucy Alves          | Deusa         |  |
| Filipe Bragança     | Tadeu         |  |
| Agnes Nunes         | Eva           |  |
| Adriano Ferreira    | Nelton        |  |
| Giordano Castro     | Patrício      |  |
| Micael Borges       | Valdo         |  |
| Luiza Fittipaldi    | Roberta       |  |
| Laila Garin         | Gorete        |  |
| Gustavo Vaz         | César Marcolo |  |
| Ana Mametto         | Ana Lígia     |  |
| Bruno Fagundes      | Rafael        |  |
| Jeniffer Nascimento | Sônia         |  |
| Marcélia Cartaxo    | Tereza        |  |
| Clarissa Müller     | Luana         |  |

### Participações especiais
| Atores            | Personagens               |
| ----------------- | ------------------------- |
| Raphael Viana     | Daniel Soh                |
| Day Camargo       | Suellen                   |
| Leona Jhovs       | Kriss                     |
| Alexandre Menezes | Edgar                     |
| Aguida Aguiar     | Gerente do Guarda Volumes |
| Solange Almeida   | Ela mesma                 |

## Episódios

### Resumo
| Temporada | Temporada | Episódios | Episódios | Estreia original       |
| --------- | --------- | --------- | --------- | ---------------------- |
|           | 1         | 6         | 6         | 21 de setembro de 2022 |

### Primeira Temporada (2022)
| N.º na série | N.º na temp. | Título                          | Dirigido por                      | Escrito por                                    | Exibição original      |
| --- | ------------ | ------------------------------- | --------------------------------- | ---------------------------------------------- | ---------------------- |
| 1 | 1            | "Não teve tchau, nem despedida" | Gisele Barroco                    | João Falcão, Luciano Patrick e Isabel Falcão   | 21 de setembro de 2022 |
| O sonho de Eva (Agnes Nunes) está prestes a se tornar realidade, mas uma tragédia muda o rumo de sua vida. Enquanto isso, as portas se abrem para Deusa (Lucy Alves).     |              |                                 |                                   |                                                |                        |
| 2 | 2            | "Dona de Mim"                   | Ana Luíza Azevedo                 | Luciano Patrick, João Falcão e Fabio Montanari | 21 de setembro de 2022 |
| Eva faz uma proposta para o locutor de rádio Alex Fernão (Jonathas Joba). César Marcolo discute com Ana Lígia por causa de Deusa, que precisa fazer uma escolha.          |              |                                 |                                   |                                                |                        |
| 3 | 3            | "Só Eu Amei, Você Não"          | Ana Luíza Azevedo                 | Luciano Patrick e Fabio Montanari              | 21 de setembro de 2022 |
| Deusa trabalha em seu primeiro single no estúdio. Roberta vai a uma audição. Um visitante inesperado surpreende Eva em casa.                                              |              |                                 |                                   |                                                |                        |
| 4 | 4            | "Exclusividade"                 | Joana Mariani                     | Luciano Patrick                                | 21 de setembro de 2022 |
| Nelton faz uma surpresa linda para a namorada. A carreira solo de Deusa decola. Alex fica furioso com Eva e cai fora do acordo entre eles.                                |              |                                 |                                   |                                                |                        |
| 5 | 5            | "Fingindo que Superou"          | Gisele Barroco                    | Luciano Patrick e Fabio Montanari              | 21 de setembro de 2022 |
| Eva vê uma oportunidade de se apresentar para César. Depois de tomar uma atitude arriscada em um show em São Paulo, Deusa tenta se entender com Tadeu.                    |              |                                 |                                   |                                                |                        |
| 6 | 6            | "Acidentes Acontecem"           | Ana Luíza Azevedo e Joana Mariani | Luciano Patrick                                | 21 de setembro de 2022 |
| Deusa aproveita o sucesso, mas Tadeu não está nada empolgado. Após descobrir a verdade sobre a mãe, surgem duas oportunidades muito interessantes para a carreira de Eva. |              |                                 |                                   |                                                |                        |

## Produção
A série é uma criação do produtor, roteirista e diretor Luciano Patrick. A produção é da empresa Coração da Selva em parceria com o streaming Netflix. É dirigida em parceria entre Ana Luiza Azevedo, Gisele Barroco e Joana Mariani, e conta com direção musical de Ricco Viana e Ruben Feffer. A produção é de Geórgia Costa Araújo e do showrunner Luciano Patrick, que é também roteirista e criador da série. O enredo do musical traz canções originais e também grandes clássicos da música brasileira, como "Evidências", da dupla Chitãozinho e Xororó, e outros sucessos de cantores como Anitta, Barões da Pisadinha e Banda Eva.
Sobre a produção, o criador da série, Luciano Patrick, disse em entrevista: "O desejo de contar e de ambientar essa série no Centro-Oeste veio muito dele. Mas mais do que mostrar a região e esse movimento de fortalecimento do sertanejo, buscamos de fato a diversidade. A série tem sotaques diversos, na própria escolha do elenco fomos buscar pessoas de todo o Brasil. Há um colorido muito grande. E ao mesmo tempo em que falamos das buscas, do ir atrás dos sonhos e dos desejos nesse meio musical, poderíamos falar sobre qualquer outro universo. Essa escolha veio muito da ligação direta do Patrick."
A série marca a estreia das cantoras Agnes Nunes e Luísa Fittipaldi como atrizes.

## Lançamento
Em 9 de agosto de 2022, a Netflix passou a divulgar em suas redes sociais o primeiro teaser e os pôsteres de divulgação da série. A prévia divulgava a histórias dos protagonistas e os bastidores da música sertaneja na capital de Goiás, Goiânia. Em suas redes sociais, a atriz e cantora Lucy Alves, protagonista da série, publicou: "Um conto quente que nem sertão, cheio de prazer e de paixão. Deusa está chegando, minha gente! Ansiosa pra dividir com vocês. Só Se For Por Amor é um presente e um projeto que eu tenho o imenso prazer em fazer parte. Obrigada, Netflix Brasil! Tô pronta!".
A pré-estreia da produção aconteceu em 20 de setembro, no Villa Country, casa de eventos sertanejos em São Paulo, com a exibição do primeiro episódio para a imprensa. A primeira temporada de Só Se For Por Amor foi lançada oficialmente pela Netflix em 21 de setembro de 2022 inúmeros países simultaneamente, disponibilizando seus seis episódios com, além do áudio original, dublagens em espanhol, inglês e francês, bem como suas respectivas legendas, além de legendas em italiano e alemão.
Em seu final de semana de estreia, em 25 de setembro de 2022, a Netflix patrocinou uma festa no reality show A Fazenda, da TV Record, para promover a série. A produção foi logo sendo denominada como concorrente da série Rensga Hits!, produzida e exibida pelo streaming Globoplay, a qual possui temática semelhante, incluindo a música sertaneja e o cenário de Goiânia.

## Recepção

### Recepção da crítica
A série foi recebida com críticas mistas. Henrique Haddefinir, em sua crítica ao website Omelete, escreveu que a série apresenta um roteiro frágil, mas com bons momentos musicais: "No Brasil, a estreia de Só Se For Por Amor é louvável. Em sua estrutura musical, ela toca tanto na reformatação de canções populares, quanto no desenvolvimento de material original. E está nessa produção musical (cuidada por Patrícia Portaro) a legitimidade do projeto, que não tem em seu showrunner a melhor das credenciais: Luciano Patrick tem no currículo equívocos como A Vida Secreta dos Casais, uma série que escancara uma escrita folhetinesca, que não dá a seus personagens um movimento que não seja previsível."

Fernanda Azevedo, para o website Cine Buzz, escreveu: "Só Se For Por Amor possui um elenco talentoso, que se divide entre a atuação e o canto, o que confere às apresentações mostradas tons mais artísticos. Extremamente carismáticos, é possível ver como cada integrante se encontra conectado com seus respectivos personagens, assim como os companheiros de cena."